# Ḫ
Cette page contient des caractères spéciaux ou non latins. S’ils s’affichent mal (▯, ?, etc.), consultez la page d’aide Unicode.
Ḫ (minuscule : ḫ), appelé H brève souscrite, est une lettre additionnelle latine, utilisée dans la romanisation de plusieurs langues ou système d’écriture comme l’arabe, l’akkadien, le hittite, le khaladj ou les hiéroglyphes égyptiens.
Il s’agit de la lettre H diacritée d’une brève souscrite.

## Utilisation
Le H brève souscrite est utilisé en égyptologie depuis 1889, après avoir remplacé le chi ‹ ꭓ ›.
Le ḫ est utilisé dans la romanisation DMG de l’arabe, du persan, du turc ottoman et de l’hindoustani pour translittérer la lettre ḫāʾ ‹ خ › .

## Représentations informatiques
Le H brève souscrite peut être représenté avec les caractères Unicode suivants :
- précomposé (latin étendu additionnel) :

| formes    | représentations | chaînes de caractères | points de code | descriptions                             |
| --------- | --------------- | --------------------- | -------------- | ---------------------------------------- |
| majuscule | Ḫ               | Ḫ                     | U+1E2A         | lettre majuscule latine h brève souscrit |
| minuscule | ḫ               | ḫ                     | U+1E2B         | lettre minuscule latine h brève souscrit |

- décomposé (latin de base, diacritiques) :

| formes    | représentations | chaînes de caractères | points de code | descriptions                                          |
| --------- | --------------- | --------------------- | -------------- | ----------------------------------------------------- |
| majuscule | Ḫ               | H◌̮                    | U+0048 U+032E  | lettre majuscule latine h diacritique brève souscrite |
| minuscule | ḫ               | h◌̮                    | U+0068 U+032E  | lettre minuscule latine h diacritique brève souscrite |